# Skogsblekmossa
Skogsblekmossa (Chiloscyphus pallescens) är en bladmossart som först beskrevs av Jakob Friedrich Ehrhart och Franz Georg Hoffmann, och fick sitt nu gällande namn av Barthélemy Charles Joseph Dumortier. Enligt Catalogue of Life ingår Skogsblekmossa i släktet blekmossor och familjen Lophocoleaceae, men enligt Dyntaxa är tillhörigheten istället släktet blekmossor och familjen Geocalycaceae. Arten är reproducerande i Sverige. Inga underarter finns listade i Catalogue of Life.

## Bildgalleri

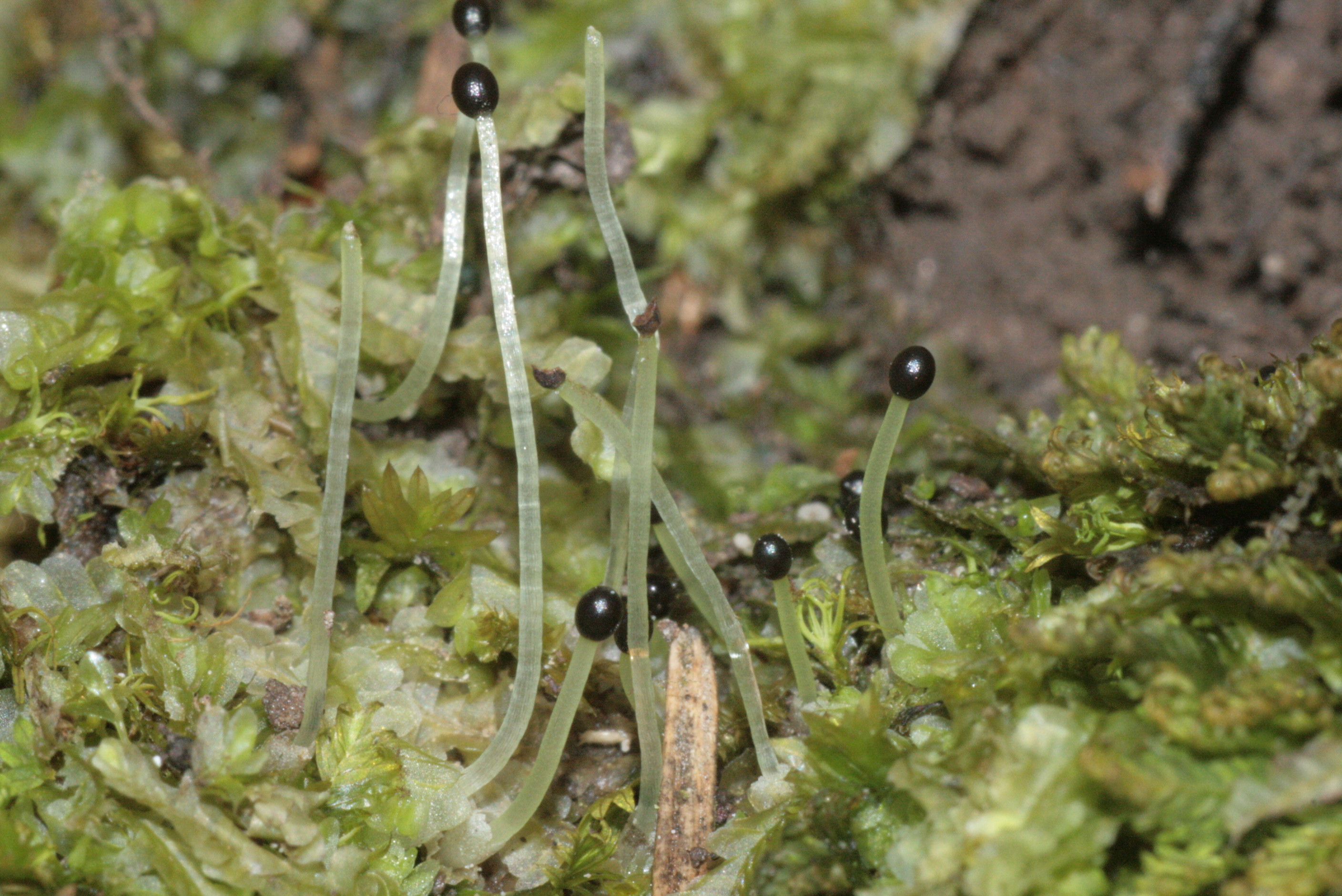
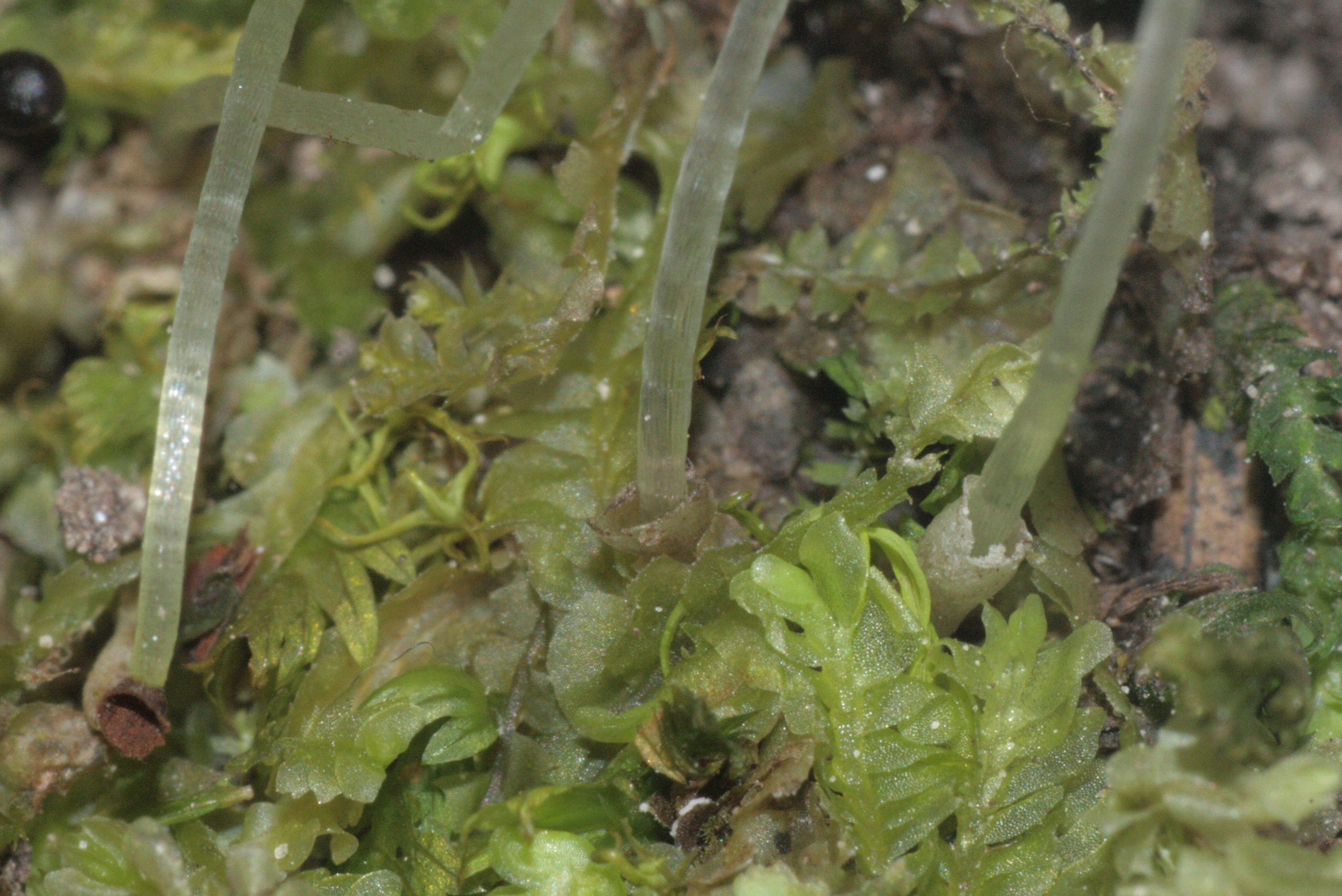
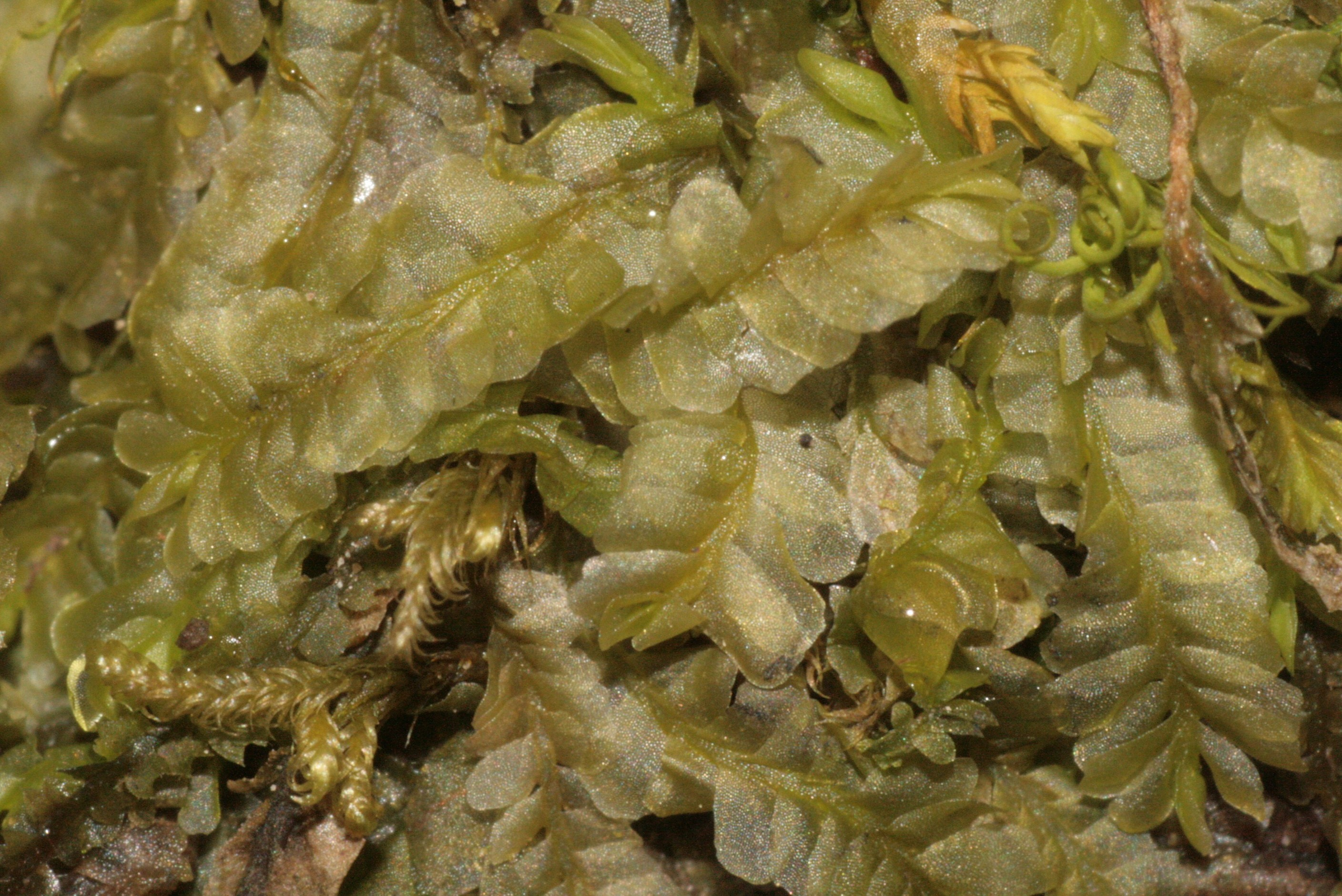